# リトモマキア

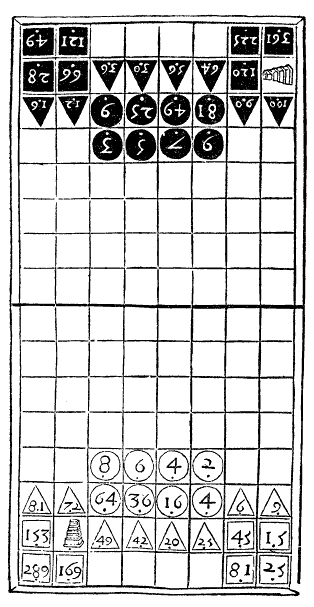
1554年にクロード・ド・ボワシエール（Claude de Boissière）が描いたリトモマキアの盤と駒のイラスト

リトモマキア（英: Rithmomachia）は、ヨーロッパの初期の数学ボードゲームである。この他にも、rithmomachy、arithmomachia、rythmomachy、rhythmomachy、賢人のゲーム（the philosophers' game）などの数々の異称も伝わっている。
知られている中で最古の記録は11世紀にまで遡る。名称はギリシャ語に由来し、「数字の戦い」を意味している。
ルールはチェスに似ているが、駒の取り方のほとんどが、各駒に刻まれた数字に依存している点が大きな違いである。このゲームは中世ヨーロッパの古典的教育「クワドリウィウム（四科）」において、算術の導入教材として用いられた。デイヴィッド・セプコスキ（David Sepkoski）によると、12世紀から16世紀にかけて「リトモマキアはボエティウスの数学的哲学における熟考的価値を教える実践的な手本として機能していた。ボエティウスが重視した数と比率の自然な調和・完全性を教えるうえで、ボエティウスの数論を学習するための記憶術的な訓練として使われ、さらに重要なことに、プレイヤーに被造物の数学的調和を思い起こさせることで道徳教育の手段としても使われていた」という。17世紀になると教育現場で使われなくなり、学生が触れる機会がなくなったため、リトモマキアの人気は急激に衰退した。

## 歴史
The play he can of Ryghtmadhye

Which dulle wittits dothe encombre

For thys play stant al by noumbre

And hath al his conclusions

Chefly in proporsions

By so sotil ordynaunce

As hyt ys in remembraunce

By thise Philosophurs olde.
このゲームの起源については、ほとんどわかっていない。中世の著作家たちはこれをピタゴラスの発明に帰したが、実際の古代ギリシャの文献ではそのような記録は見つかっていない。現存する最古の言及は11世紀初頭のものであることから、10世紀末から11世紀初頭に作られたと推測されている。名称・異称はギリシャ語に由来しているが、それが当時ギリシャ語を学ぶ機会のあったヨーロッパ人による命名なのか、あるいは本当にギリシャや当時ギリシャ語圏だったビザンティン帝国に起源を持つゲームだからなのかは定かではない。
リトモマキアに関する最初の文献史料は1030年頃に遡る。それによると、アシロという修道士（おそらく後のヴュルツブルク司教アダルベロ（英語: Adalbero of Würzburg））が、修道院の学校に通う生徒向けに、ボエティウスの "De institutione arithmetica" にある数論を実体化させたゲームを作ったのだという。当時、"De institutione arithmetica" は算術を学ぶ人々にとって標準的な教科書だった。その後間もなく、別の修道士であるライヒェナウ島出身のヘルマヌス・コントラクトゥス (1013–1054) の手で、さらにはリエージュの学校で、このゲームのルールが改良・確立された。その後の数世紀にわたり、リトモマキアはドイツ南部やフランスで、学校や修道院に広まっていった。
このように中世で誕生した当時のリトモマキアは、主に教育の補助教材として学生の間で遊ばれていたが、次第に貴族や知識人の間で娯楽としてもプレイされるようになった。13世紀にはイングランドに伝わり、著名な数学者トマス・ブラドワーディン（英語: Thomas Bradwardine）がリトモマキアについての文献を著している。さらにロジャー・ベーコンも自身の生徒たちにリトモマキアを薦め、トマス・モアは著書『ユートピア』の中で、このゲームを住民たちが娯楽として楽しんでいる様子を描写している。16世紀になると、このゲームは広く知られるようになり、ラテン語・フランス語・イタリア語・ドイツ語の文献が出版されるほどになった。1556年にはパリで、1563年にはロンドンで、リトモマキアのゲームセットの販売広告が出されていたことも判明している。しかし、他の多くのボードゲームとは異なり、中近世で実際に使われていたリトモマキアの盤・駒などの実物は現存していない。
リトモマキアが最も人気を博したのは16世紀のことである。テューダー朝時代の博学者で政治家、そしてジュネーヴ聖書の出版者でもあったローランド・ヒル (ロンドン市長)（英語: Rowland Hill (MP)）は、1562年に The most ancient and learned Playe, called the Philosopher's Game invented for the honest recreation of Students and other sober persons, in passing the tedious of tyme to the release of their labours, and the exercise of their Wittes（『最も古く、知恵深き遊戯――勤勉な学生やその他節度ある者たちの公明正大なる娯楽として考案された「賢者の遊戯」にして、徒然なる時間を労苦からの解放と知恵の鍛錬へと導く』）という題名でこのゲームに関する書物を出版した。また、彼の所有するソールトン・ホール（英語: Soulton Hall）の地下にあるパーラーあるいは祈祷室には、このゲームの盤が設置されている。

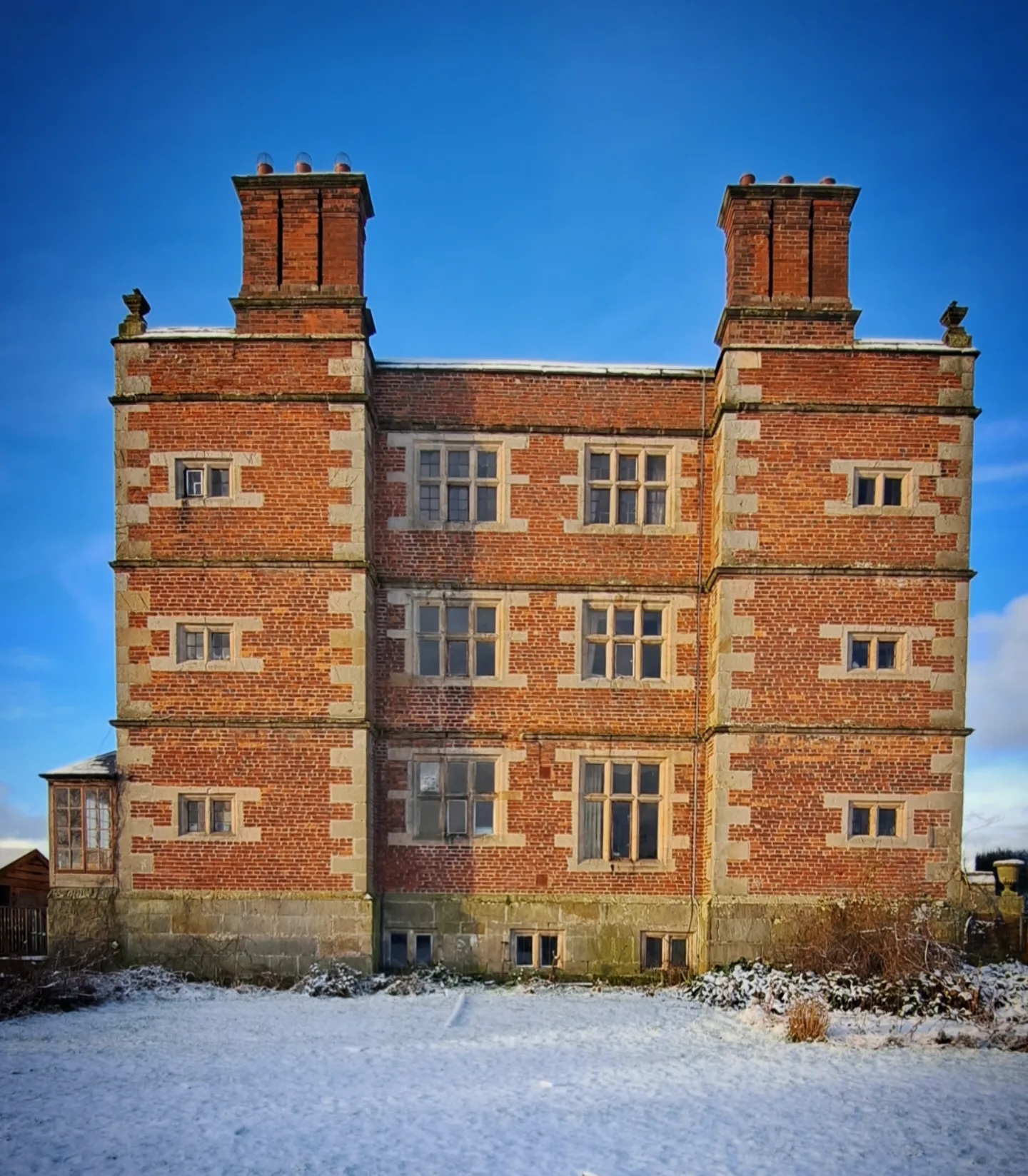
シュロップシャーにあるローランド・ヒルの邸宅。地下室のタイル張りの床には16世紀のリトモマキアの盤が描かれている

1572年、フランチェスコ・バロッツィ（英語: Francesco Barozzi）がヴェネツィアでリトモマキアの解説書を出版し、さらにブラウンシュヴァイク公アウグスト2世によってドイツ語に翻訳された。17世紀になると教育方法の変化に伴い、ボエティウスの数学が時代遅れとみなされるようになったことで、リトモマキアの人気は急激に失墜し、事実上消滅した。原因の一つとして、リトモマキアの統一的なルールが定められることがなく、教師によってルールが大きく異なっていたことが挙げられる。このゲームは、当時すでに広く普及していたチェスにしがみつく形で部分的に生き延びた。先述のアウグスト2世は、「グスタフス・セレヌス (Gustavus Selenus)」のペンネームで執筆したチェスに関する著書の付録として、リトモマキアのルールを掲載している。その後もしばらくはドイツのチェス関連の書物で「算術チェス」「数字のチェッカー」といった形で言及される程度に残ったが、実際にはほとんどプレイされることはなかった。
リトモマキアはその後忘れ去られ、現代の文化史・数学史でも研究テーマとして扱われることは少ない。20世紀に入り、アルノ・ボルスト（Arno Borst）などのボードゲーム史研究者によって再発見された。

## ゲームの進行

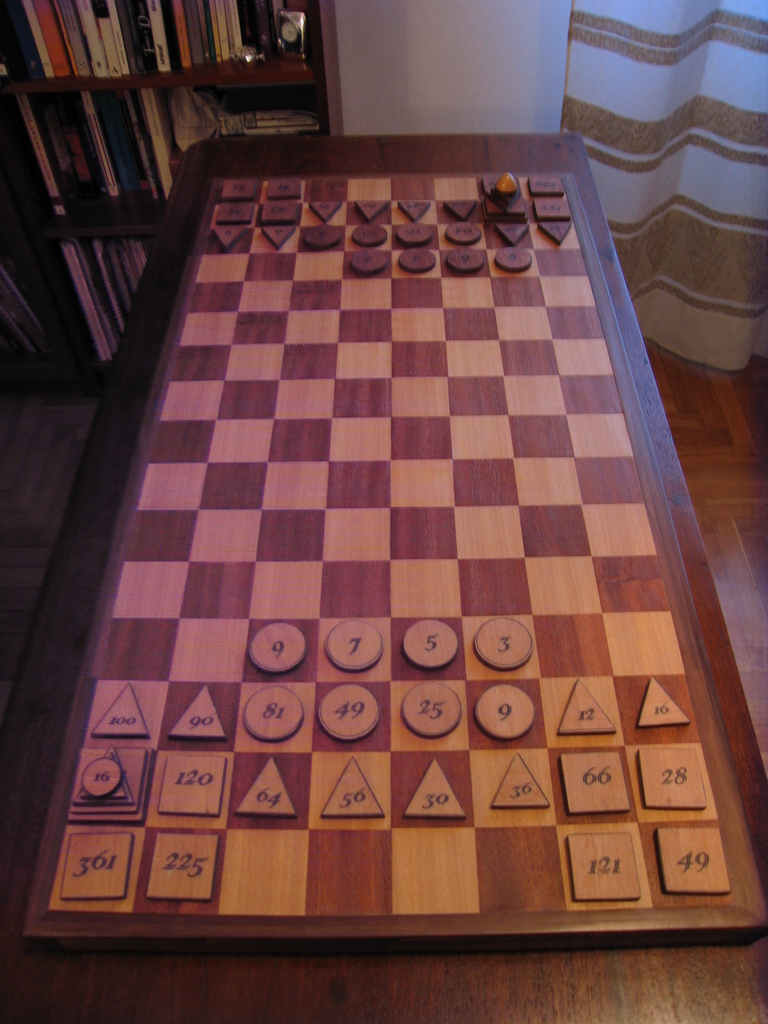
手作りのリトモマキアセット

チェスやチェッカーに似た、横8マス・縦16マスの盤を用いてプレイする（ただし8×12・8×20・9×16などを使っていた記録もあり、盤のマス目の数自体は重視されていなかったようである）。使用される駒の形には三角形・四角形・丸型の3種類があり、さらに駒を縦に積み重ねた「ピラミッド」を作ることもできる。このゲームの特徴的な点は、先手と後手の駒が対称になっていないことである。両陣営とも駒の配置は同じだが、駒に刻まれた数値が異なっており、プレイヤーごとに取り方や勝利条件の組み合わせが変わってくる。
以下のルールは、中世からルネサンス期にかけて最も広くプレイされていた一般的なバージョンである。16世紀にはフルク（Fulke）によって別の変種も提案されており、こちらは駒を取るルールが大きく異なる（そしてやや一貫性が高い）ものとなっていた。

### 駒の種類
駒には「丸型」「三角形」「四角形」「ピラミッド」の4種類がある。
- 丸型（Rounds）: 斜め4方向のいずれかに1マス動く。
- 三角形（Triangles）: 縦または横方向にちょうど2マス動くことができるが、斜めには動けない。
- 四角形（Squares）: 縦または横方向にちょうど3マス動くことができるが、斜めには動けない。
- ピラミッド（Pyramids）: 単一の駒ではなく、複数の駒を積み重ねたものをこう呼ぶ。白プレイヤーのピラミッドは、「36」の四角形、「25」の四角形、「16」の三角形、「9」の三角形、「4」の丸型、「1」の丸型から構成されており、その合計値は91となる。黒プレイヤーのピラミッドは、「64」の四角形、「49」の四角形、「36」の三角形、「25」の三角形、「16」の丸型から構成されており、その合計値は190となる。このように各駒の数字が不規則になっているため、特に包囲（後述の「Siege」）以外の駒の取り方では、相手のピラミッドを取ることは難しい。ピラミッドは、対応する形の駒を含んでいる限り、丸型・三角形・四角形のいずれの動きも可能であり、非常に貴重な駒として機能する。

### 駒の取り方
駒を取る方法にはさまざまな種類がある。駒を取る際は、相手の駒の上に移動して取るのではなく、自分のマスに留まったまま相手の駒を盤上から取り除く。取った相手の駒は、自分の駒として扱われ、勝利条件に影響する。
- 会敵（羅: congressus）: もしある駒が、自分と同じ値の駒の上に移動できる場合、その駒は元の位置に留まり、相手の駒を盤上から除く。
- 強襲（羅: eruptio）: もし小さい値の駒が、その駒と相手の大きい値の駒との間にある空きマスの数を掛け合わせた結果、その大きい駒の値に等しくなる場合、その大きい駒を取ることができる。
- 奇襲（羅: insidiae）: 2つの駒の合計値が、それら2つの間にある敵駒1つの値と等しい（つまり、その敵駒が、2つの駒の両方から取られる範囲にいる）場合、その敵駒を取ることができる。
- 包囲（羅: obsidio）: もしある駒が四方を囲まれている場合、その駒は盤上から除去される。

### 勝利条件
いつゲームが終了し、誰が勝者となるかを決める条件にも様々な種類がある。一般的な勝利条件と、より熟練したプレイヤー向けに推奨される高度な勝利条件が存在した。高度な勝利条件では、相手の陣地内に駒を一直線に並べ、その配置によって得られる数が様々な数列（等差数列、等比数列、調和数列）となっている必要があり、これらはボエティウスの数学および数秘学の教えに基づいている。
- 一般的な勝利条件:
  - De corpore（ラテン語で「身体によって」の意）: 両プレイヤーが事前に決めた数の駒を先に取ったプレイヤーが勝利する。
  - De bonis（ラテン語で「財産によって」の意）: 両プレイヤーが事前に決めた値以上の合計点を取ったプレイヤーが勝利する。
  - De lite（ラテン語で「訴訟によって」の意）: 両プレイヤーが事前に決めた値以上の合計点を取り、かつ取った駒の値の桁数が事前に決めた数未満である場合、勝利となる。
  - De honore（ラテン語で「名誉によって」の意）: 両プレイヤーが事前に決めた値以上の合計点を取り、かつ取った駒の個数が事前に決めた数未満である場合、勝利となる。
  - De honore liteque（ラテン語で「名誉と訴訟によって」の意）: 両プレイヤーが決めた値以上の合計点を取り、取った駒の値の桁数が事前に決めた数よりも少なく、さらに取った駒の個数も事前に決めた数より少ない場合、勝利となる。

- 高度な勝利条件:
  - Victoria magna（ラテン語で「大いなる勝利」の意）: 並べた3つの駒が等差数列の関係にある場合に成立する。
  - Victoria major（ラテン語で「さらに大きな勝利」の意）: 並べた4つの駒のうち3つがある種の数列をなし、別の3つが他の種類の数列をなしている場合に成立する。
  - Victoria excellentissima（ラテン語で「最も卓越した勝利」の意）: 並べた4つの駒が、3つの異なる組で等差・等比・調和のすべての数列をなしている場合に成立する。